# Colosseum

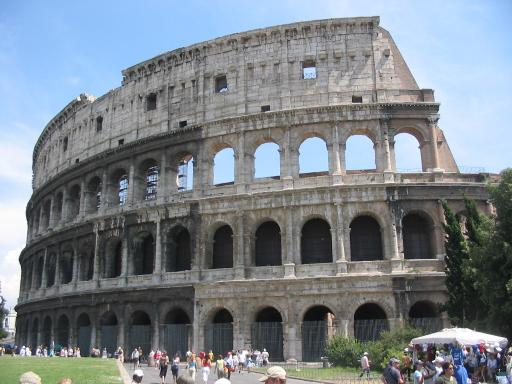
A Colosseum 2003-ban

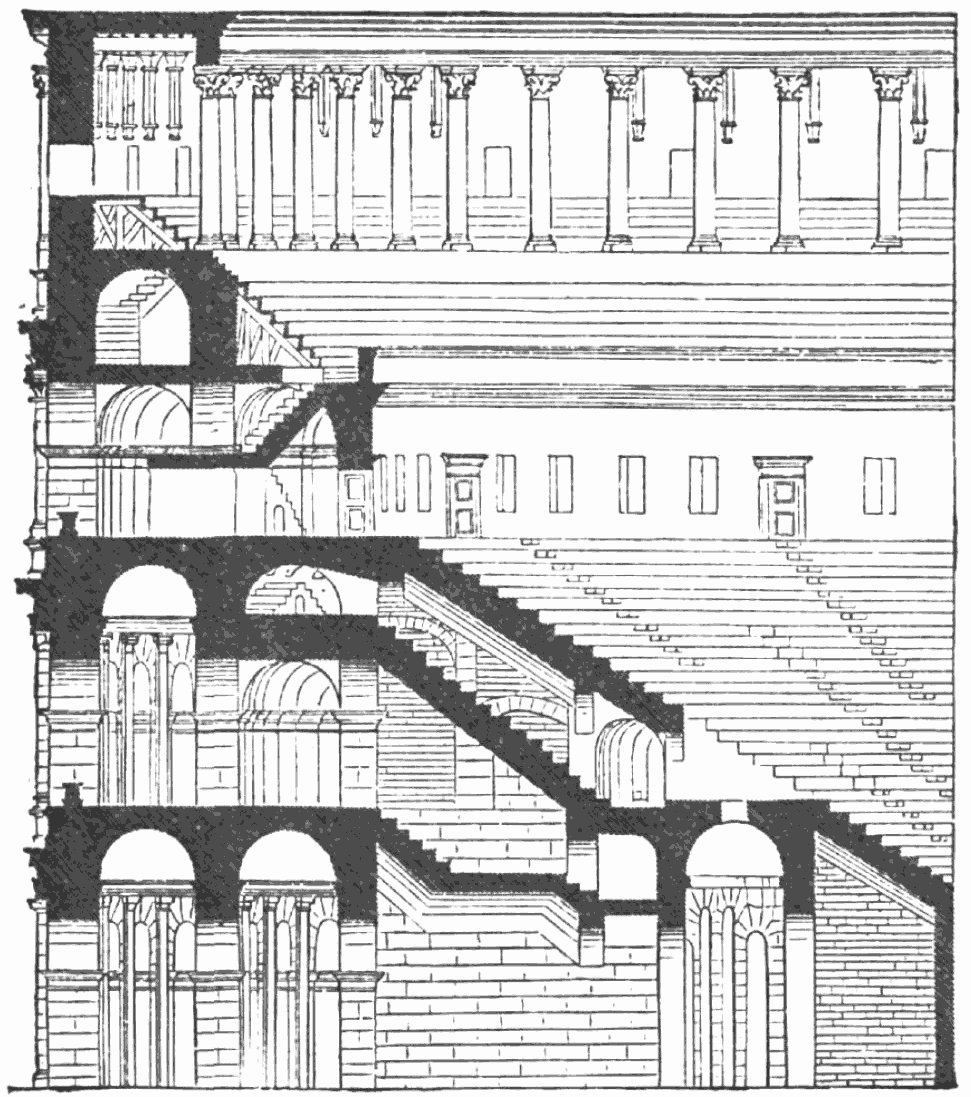
Otto Lueger keresztmetszete 1904-ből

A Colosseum az ókori Róma hatalmas amfiteátruma volt, ma pedig nevezetes látványossága a városnak; 2010 júliusától már a föld alatti része is bejárható.
„Amíg a Colosseum áll, állni fog Róma, ha elpusztul, elpusztul Róma és a világ is” – írta az óriási építményről Beda Venerabilis angolszász egyházi író.
Az amfiteátrum római találmány. Lényege az elliptikus alaprajzú aréna, amelyet több emelet magasságban ülőhelysorok öveztek, ahonnan a nézők biztonságosan szemlélhették a látványosságokat. Az amphitheatrum szó utal az épülettípus eredetére, hiszen két, félkör alaprajzú görög színház „összeillesztése” eredményezi az ellipszis formát.

## Története
A Colosseum építése Vespasianus császár ideje alatt, 72-ben kezdődött a Forum Romanum délkeleti végén. I. sz. 80-ban készült el, ekkor volt megnyitója is. Vespasianus utódja, Titus avatta fel szertartásos ünnepség keretében, amelyen 5000 vadállatot vonultattak fel; a száz napig tartó ünnepségsorozaton összesen 9000 vadat mészároltak le. A legfelső üléssort a következő császár, Domitianus fejeztette be. Az építést és karbantartást a császárok fedezték.
Eredetileg Flavius amfiteátrumának hívták (Amphiteatrum Flavium). Mai nevét a középkorban kapta, feltehetően Nero egy a közelben álló szobráról, a kolosszusról. Az épületet gladiátor- és állatviadalok, valamint tengeri csaták színhelyéül tervezték és a korhoz képest hatalmas méretű nézőtömeg befogadására volt képes.
450 éven át szolgálta Róma polgárait; az utolsó viadalokat i.sz. 523-ban rendezték. Ezután az emelkedő költségek és a földrengések kártétele miatt elnéptelenedett; a kövek nagy részét elhordták.

## Leírása

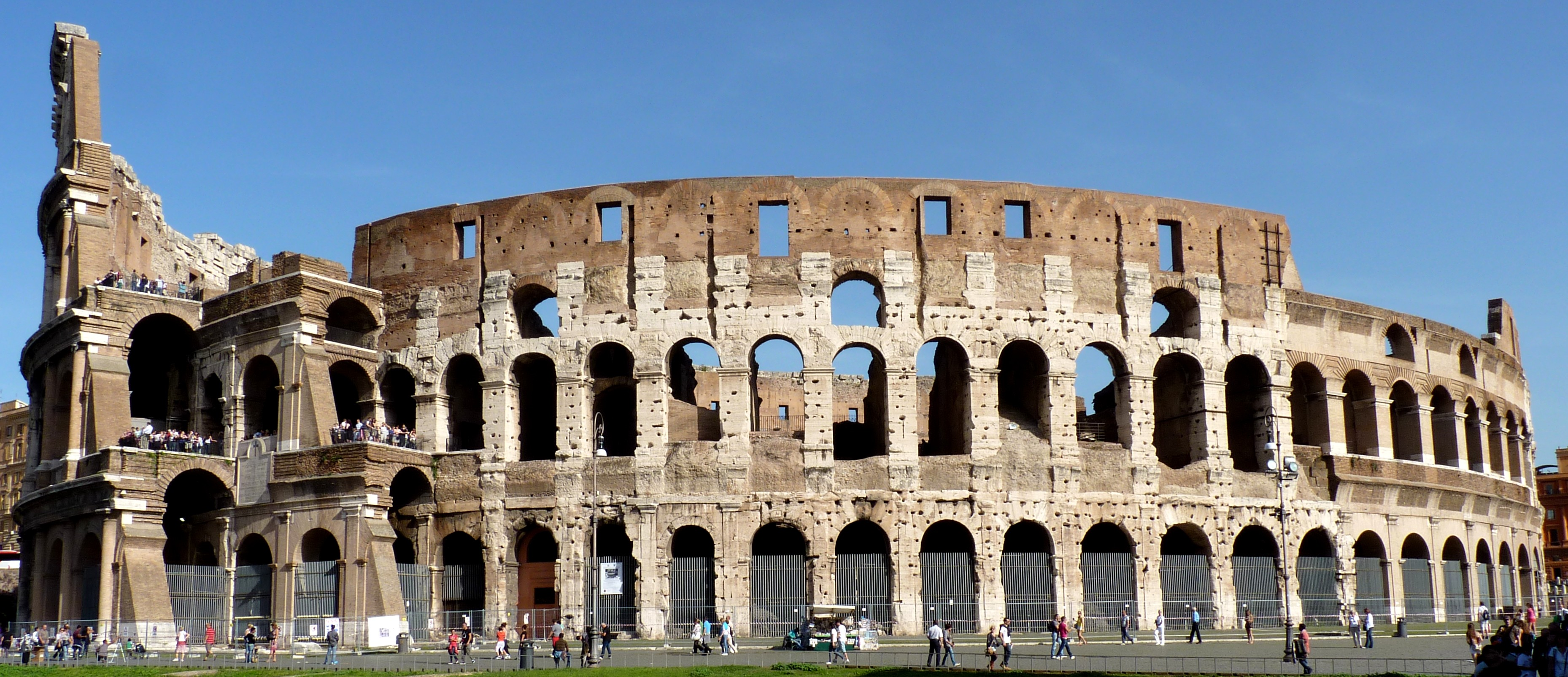
A Colosseum

Elliptikus alaprajzú, 188 m hosszú, 156 m széles és 48,5 m (48,2 m) magas, mészkőből, tufából és téglából (zömmel szürke mészkőből) emelt, bonyolult szerkezetű építmény. Az üléssorokat lejárók és sétálófolyosók tagolják, amelyek az amfiteátrumban mintegy 50–75 ezer ember zavartalan elhelyezését és közlekedését biztosították. Az építészek olyan járatok és felvonók rendszerét alakították ki, amellyel megoldották a vadállatok színpadra juttatását közvetlenül a ketrecükből.
A négy szintből az alsó három egyenként 80 boltívből áll. A belső teret féloszlopok tagolják:
- az alsó szinten dór-,
- a másodikon ión-,
- a harmadikon korinthoszi oszloprend szerint.

A negyedik szinten minden második falmezőn ablak nyílik; a most sima felületeket eredetileg bronzpajzsok díszítették.
A nézőtéren 60 000 ülő- és 10 000 állóhelyet alakítottak ki. Az ülőhelyeket a római családfők között osztották ki pontosan változó sorrendben. A 80 számozott bejáraton a teljes épületet perceken belül ki tudták üríteni. A jegy ingyenes volt: egy falapocska, amelybe bevésték a kapu-, szektor, a sor és az ülés számát 
A negyedik, legfelső emeleten elhelyezett talpkövek és konzolok 240 hatalmas rudat tartottak, melyek segítségével az arénát óriási sátorral fedhették be.
A Colosseumhoz a Caeliustól az Esquilinusig terjedő félkörben csatlakoztak a kiegészítő épületek:
- ludusok,
- gladiátoriskolák (Matatinus, Gallicus, Magnus és Dacicus),
- spoliarium (halott gladiátorok kamrái),
- samiarium (fegyverkovácsok háza) és
- summum choragium (a nagy felvonulásokhoz kellő díszletek és kellékek háza).

A telepet egy atlétaiskola egészítette ki a mostani San Pietro in Vincoli tájékán.

## A viadalok fő típusai
- gladiátorviadal,

- vadászat,

- szárazföldi és tengeri csaták újrajátszása,

- állathecc (állatok egymásnak uszítása),

- bűnözők vagy hadifoglyok és állatok harca.[3]

A keresztényeket oroszlánok elé vetették. 